# Liste von Hopfenbrunnen
In dieser Liste sind Hopfenbrunnen aufgeführt, also Brunnen im öffentlichen Raum, die den Hopfen zum Thema haben.

## Deutschland
| Bezeichnung                | Bild           | Standort                                 | Bundesland        | Künstler | Errichtung Einweihung | Weitere Informationen                                                                                     |
| -------------------------- | -------------- | ---------------------------------------- | ----------------- | -------- | --------------------- | --- |
| Hopfenbrunnen (Sandhausen) | weitere Bilder | Sandhausen, Lège-Cap-Ferret-Platz (Lage) | Baden-Württemberg |          |                       | Siehe |
| Hopfenbrunnen (Arnstadt)   | weitere Bilder | Arnstadt, Erfurter Straße (Lage)         | Thüringen         |          | 1573                  | Der Brunnen ist benannt nach dem Standort, dem alten Hopfenmarkt; siehe und Liste der Brunnen in Arnstadt |